# Projektporteføljestyring
Projektporteføljestyring er en ledelsesdicisplin, hvor en mængde af projekter betragtes som en sammenhængende størrelse, frem for en række enkeltstående projekter.
Projektportføjlestyring som vi kender det i dag blev opfundet tilbage i 1950'erne og har udviklet sig gennem de sidste 70 år til en etableret disciplin med principper og metoder. Især arbejdet med porteføljestyring af Robert Cooper, Elko Kleinschmidt og Scott Edgett - i 1990'erne og 2000'erne - har banet vejen og formet PPM-disciplinen med talrige publikationer , se eksempelvis artiklen "New product portfolio management: practices and performance", som er en af de mest citerede PPL artikler 
Projektportføljeledelse (PPL) kan betragtes som bestående af fire overordnede kategorier af principper. (1) Balancér porteføljen, (2) Byg et sammenhængende PPL-system, (3) Fokuser på strategisk effektivitet, (4) Skab parathed til forandring og håndtering af paradokser

## Porteføljer i investeringsteori
Porteføljebegrebet er arvet fra investeringsteori, hvor en pulje af aktier benævnes en portefølje. I investeringssammenhæng benyttes porteføljetankegangen til at sikre en ønsket risikospredning.